# 1808 (saggio)
1808 è il titolo di un saggio storico del giornalista brasiliano Laurentino Gomes nel quale si narra del trasferimento della Famiglia Reale dei Braganza dal Portogallo al Brasile per evitare la detronizzazione ad opera delle incombenti truppe di invasione napoleoniche.
(Vedi anche Guerra d'indipendenza spagnola: Conseguenze in Spagna).
Nel 2008 il libro ha ricevuto un premio come miglior opera di saggistica dall'Accademia Brasiliana delle Lettere ed il Premio Jabuti per la Letteratura nella categoria libri-reportage.
Il Principe Reggente D. João VI giunse il 22 gennaio 1808 a Salvador de Bahia con i suoi familiari e questa tappa del lungo viaggio fu fondamentale per il futuro politico della colonia.
Proseguì il viaggio per la nuova capitale Rio de Janeiro dove arrivò il 7 marzo per riunirsi a tutta la Corte e risiedervi per governare il Brasile durante i successivi 13 anni.
Il 26 aprile 1821 il sovrano ripartì, con riluttanza, per Lisbona in seguito alle forti insistenze della nobiltà portoghese.
Il libro è strutturato in capitoli organizzati in forma tale da facilitare la comprensione degli avvenimenti relativi a questo evento storico formando in tal modo, per il lettore, un mosaico fedele delle vicende politiche, economiche e sociali di Portogallo, Francia, Inghilterra e Brasile tra fine Settecento ed inizio Ottocento, ovvero al culmine della parabola napoleonica.
L'opera comprende molti dati e notizie, anche inediti, raccolte nel corso di 10 anni di ricerche e contribuisce a chiarire molti aspetti importanti o curiosi della vita nel Portogallo e nel Brasile dell'epoca.
(Intervista all'Autore)
Lo stesso autore in seguito ha scritto: 1822 dove narra le vicende successive al ritorno in Portogallo di D. João VI e 1889 anno della fine del regno di dom Pedro II e la proclamazione della Repubblica federativa del Brasile (15 novembre) completando così la "Trilogia brasiliana". 

## Struttura dell'opera
- Linea temporale 10
- L'Editore, la Professoressa ed il Bibliofilo 13
- Introduzione 17
- La fuga 29
- I Monarchi impazziti 36
- Il piano 45
- L'Impero decadente 56
- La partenza 67
- L'Archivista Reale 79
- Il viaggio 88
- Salvador de Bahia 105
- La colonia 120
- Il reporter Perereca 139
- Una carta 151
- Rio de Janeiro 153
- D. João 167
- Carlota Joaquina 178
- L'attacco al Forziere 188
- La nuova Corte 196
- La Signora dei Mari 203
- La trasformazione 213
- Il capo della Polizia 228
- La schiavitù 238
- I viaggiatori 259
- Il Vietnam di Napoleone 273
- La Repubblica pernambucana 283
- Versailles tropicale 293
- Portogallo abbandonato 304
- Il ritorno 318
- Il nuovo Brasile 325
- La conversione di Santos Marrocos 336
- Il segreto 346
- Note 352
- Bibliografia 391
- Indice dei nomi 405
- Ringraziamenti 413

## Trama
Niente di simile era mai successo nella storia del Portogallo o di altri Paesi europei: 
in tempo di guerra Re e Regine venivano deposti, imprigionati oppure obbligati a rifugiarsi presso i loro alleati ma nessuno di loro era andato tanto lontano al punto da attraversare un oceano per tentare di garantire la sopravvivenza del Trono e della propria dinastia.
Malgrado gli Europei dell'epoca dominassero colonie immense in diversi continenti fino a quel momento nessun sovrano aveva mai messo piede nei suoi territori oltremare per una semplice visita, tanto meno per risiedervi e governare.
Pertanto il trasferimento dell'intera Corte del Portogallo (quasi 15.000 persone) fu un avvenimento senza precedenti.
La partenza delle 58 navi della flotta reale avvenne all'alba del 29 novembre 1807, appena poche ore prima dell'arrivo delle truppe napoleoniche. Conseguentemente i cittadini portoghesi si ritrovarono, nel volgere di un giorno, nella condizione di orfani della loro monarchia, privati di maggior parte della loro classe dirigente e imprenditoriale così come dell'intero Tesoro di Stato trasferito anch'esso via mare, sotto la scorta dei vascelli della Royal Navy, per sottrarlo alle grinfie del Bonaparte.  Vennero  spediti via mare anche suppellettili e mobili pregiati, opere d'arte, ori, argenterie e tutti gli arredi sacri di valore che fu possibile asportare da chiese e monasteri nel pochissimo tempo disponibile.
Sebbene la partenza fosse di fatto una fuga in realtà si trattava in realtà delle attuazione  di un trasferimento della Corte e del Governo portoghesi verso la colossale colonia oltreoceano del quale, tra gli alti funzionari e ministri dei vari monarchi, si parlava già da secoli avendone valutato tutti gli aspetti ed elaborato i piani per attuarlo.
L'ipotesi di insediare in Brasile il baricentro del Governo dell'Impero portoghese era stato considerato opportuno per considerazioni geopolitichee commerciali però il progetto era rimasto allo stato di mera ipotesi non avendo, fino a quel momento, alcuna urgenza di attuarlo.
Con la minaccia dell'arrivo imminente delle temute truppe napoleoniche, il cronicamente indeciso principe reggente D. João VI fu posto con le spalle al muro e obbligato a decidere, per la prima volta in vita sua, di persona e repentinamente  quale azione intraprendere per salvare trono, dinastia e possedimenti d'oltremare.
Dovendo scegliere tra partecipare a un'azione militare congiunta alle truppe inglesi per contrastare l'invasore, adottare il Blocco continentale contro il commercio britannico, come pretendeva Napoleone oppure la fuga, il Principe scelse quest'ultima opzione, il che provocò un vero e proprio esodo di migliaia di persone.
Per i Brasiliani invece, abituati fino a quel momento ad essere trattati come una semplice colonia dalla quale asportare pregiate materie prime, metalli e pietre preziose, la decisione di trasferire la Corte oltreoceano avrà delle conseguenze di enorme portata  i cui effetti avranno influenza fino ai giorni nostri essendo alla base di molti dei problemi socioeconomici che ancora affliggono il Brasile moderno.
Il primo atto in Sud America del Reggente, durante la sua breve permanenza a Salvador de Bahia, sarà un decreto con il quale i porti Brasiliani erano dichiarati aperti alle merci delle Nazioni amiche.
Nell'immediato questo si verificherà solo per le navi dell'antico e potentissimo alleato Britannico che possedeva, all'epoca, una flotta mercantile gigantesca difesa da ben 880 navi da guerra e presenti praticamente in ogni porto del globo di una qualche importanza commerciale.
Verrà creato nella nuova capitale, Rio de Janeiro, il nucleo dell'attuale Biblioteca Nazionale con i preziosissimi volumi di proprietà della Corona (oltre 60.000, in origine) sopravvissuti al frettoloso trasloco.
Molti di essi, assieme ad argenteria e arredi sacri, erano rimasti danneggiati alla partenza, anche in modo grave, nel trasportarli in fretta e furia chiusi in casse lungo le vie, in quei giorni alquanto fangose, che conducevano ai moli del porto di Lisbona.
Il trasferimento dei volumi sarà completato nel 1811 a cura dell'archivista reale Luiz Joaquim dos Santos Marrocos il quale, durante gli anni della sua permanenza a Rio de Janeiro, sarà testimone attento delle importanti mutazioni sociali del Brasile e delle quali scriverà nella regolare corrispondenza mantenuta con la famiglia di origine, rimasta a Lisbona.
All'inizio risultò molto difficile governare la colonia secondo le abitudini della Corte portoghese appena giunta dall'Europa.
Un problema affatto banale era costituito dalla sua colossale estensione, rispetto al piccolo Portogallo (circa 9 milioni di km²), e dall'inadeguatezza dei collegamenti interni, inesistenti o mantenuti in pessimo stato per volontà esplicita della Corona.
Inoltre lo stile di vita dei coloni europei, già stabiliti in Brasile da molto tempo, era alquanto rozzo e per nulla compatibile con l'elaborato protocollo di Corte ed i suoi arcaici formalismi come, per esempio, gli inchini e le riverenze oppure la ridicola usanza del baciamano al re che si volle mantenere durante le interminabili udienze concesse dal Sovrano.
Nel Brasile coloniale, fino a quel momento, i coloni si erano in pratica autogovernati da soli spesso risolvendo le controversie tra di loro anche in modo sbrigativo secondo gli usi del Far West piuttosto che quelle imposte dai vari Viceré o Governatori Reali presenti in loco.
Lontanissimi dalla Corte di Lisbona e dai suoi occhiuti funzionari i Brasiliani, eccettuati gli schiavi, vivevano un'esistenza semi-autonoma tentando comunque di esercitare il commercio tra le varie regioni dell'immenso Paese o con gli Stati confinanti,
in barba ai decreti Reali, e praticando diffusamente persino il contrabbando di oro e pietre preziose il che costituiva, per l'Erario, un danno enorme sotto forma di mancate imposte.
Un altro problema erano i rapporti con le popolazioni autoctone i cui costumi ed usanze risultavano incomprensibili per un nobile o un alto dignitario reale dell'Europa civilizzata e cattolica.
Il giorno dello sbarco della Corte a Salvador de Bahia, in piena estate australe, i passeggeri, che ancora indossavano i pesanti indumenti da viaggio adatti al freddo clima europeo, furono accolti da una folla estremamente eterogenea di sudditi brasiliani costituita da nobili, mercanti di schiavi, funzionari locali, operai, professionisti ed artigiani di ogni genere, una moltitudine di schiavi africani e persino tanti Indios mezzi nudi che non avevano mai visto una Famiglia Reale o una Corte europea prima di allora.
Infine c'erano le controversie con gli Stati confinanti, Argentina in primis, sempre in agguato lungo gli smisurati confini brasiliani nel perenne tentativo di rosicchiarne zone più o meno estese.
Il Principe Reggente, giunto ai tropici, risvegliatosi dal torpore ed indolenza che lo avevano caratterizzato durante tutta la sua precedente esistenza in Patria parve adottare un carattere maggiormente attivo e volitivo necessario per governare un Paese ricchissimo di risorse ma assai ostile, per un europeo raffinato, a causa delle sue caratteristiche ambientali, climatiche e sociali.
Con una parte del Tesoro di Stato, spedito via mare sotto forte scorta fornita dai vascelli inglesi, venne fondato il Banco do Brasil che tra alterne vicende è ancora attivo ed anzi rappresenta oggi una delle maggiori e dinamiche istituzioni finanziarie.
Nella sua nuova patria, malgrado rimpianti e nostalgia per il natio Portogallo, l'Amministrazione Reale favorì il rapido sviluppo dell'industria, all'epoca pressoché inesistente, e del commercio con lo scopo di poter continuare a produrre ed utilizzare tutti quei beni ed oggetti di uso pratico o mondano a cui i nobili ed i cittadini benestanti erano abituati ed ai quali non volevano rinunciare. 
I fondi in dotazione al Banco do Brasil furono utilizzati fin dal principio anche per questo scopo.
Questi ed altri importanti fattori porteranno negli anni successivi al destarsi di una volontà di autonomia ed affrancamento dalla madrepatria da parte del popolo brasiliano analogamente a quanto era già avvenuto in precedenza per gli Stati Uniti d'America nei confronti dell'Inghilterra.
Il Brasile diverrà finalmente indipendente il 7 settembre 1822 e governato da Pietro IV del Portogallo che assumerà il titolo di D. Pedro I Emperador do Brasil che nel 1831 abdicò in favore del figlio, Pedro II.

## Edizioni
- Laurentino Gomes, 1808, 7ª ed., Editora Planeta, 2008,  pp. 414, cap. 29, ISBN 978-85-7665-320-2.